# Antonio Salieri
Antonio Salieri (Legnago, 18 d'agost de 1750 - Viena, 7 de maig de 1825) va ser un compositor de música sacra, clàssica i òpera i un director d'orquestra italià. Va néixer a Legnago, al sud de Verona, a la República de Venècia, i va passar la seva vida adulta i la seva carrera com a súbdit de la monarquia dels Habsburg.
Salieri va ser una figura clau en el desenvolupament de l'òpera de finals del segle XVIII. Va ser estudiant de Florian Leopold Gassmann i protegit de Christoph Willibald Gluck, que el va considerar un dels seus millor seguidors. Salieri va ser un compositor cosmopolita que va escriure òperes en tres idiomes. Salieri va ajudar a desenvolupar i donar forma a moltes de les característiques del vocabulari compositiu operístic, i la seva música va exercir una influència poderosa en els compositors contemporanis.
Nomenat director de l'òpera italiana per la cort dels Habsburg, càrrec que va ocupar des de 1774 fins a 1792, Salieri va dominar l'òpera en llengua italiana a Viena. Durant la seva carrera, també va escriure obres per a teatres d'òpera a París, Roma i Venècia, i les seves obres dramàtiques es van representar àmpliament a tot Europa durant la seva vida. Com a mestre de capella imperial austríac de 1788 a 1824, va ser responsable de la música a la capella de la cort i de l'escola annexa. Tot i que les seves obres van deixar de ser interpretades i no va escriure noves òperes després de 1804, Salieri va continuar sent un dels professors més importants i sol·licitats de la seva generació, i la seva influència es va fer sentir en tots els aspectes de la vida musical de Viena. Franz Liszt, Franz Schubert, Ludwig van Beethoven, Anton Eberl, Johann Nepomuk Hummel i Franz Xaver Wolfgang Mozart van ser dels més famosos dels seus alumnes.
La música de Salieri va desaparèixer lentament del repertori entre 1800 i 1868 i es va sentir rarament després d'aquell període fins al renaixement de la seva fama a finals del segle xx. Aquest renaixement es va deure a la representació fictícia de Salieri a l'obra Amadeus (1979) de Peter Shaffer i la seva versió cinematogràfica de 1984. La mort de Wolfgang Amadeus Mozart l'any 1791, a 35 anys, va ser seguida de rumors que ell i Salieri havien estat rivals amargs, i que Salieri havia enverinat el compositor més jove; tanmateix, això s'ha demostrat fals perquè els símptomes que va presentar la malaltia de Mozart no indicaven enverinament, i és probable que fossin, com a mínim, col·legues que es respectaven mútuament. Tot i negar l'acusació, Salieri va quedar molt afectat per les acusacions i la creença popular generalitzada que havia contribuït a la mort de Mozart, cosa que va contribuir a les seves crisis nervioses en els seus últims anys.

## Biografia i carrera

### Primers anys (1750–1770)
Antonio Salieri va néixer el 18 d'agost de 1750, fill d'Antonio Salieri i la seva dona, Anna Maria. Salieri va començar els seus estudis musicals a la seva ciutat natal de Legnago⁣; primer va aprendre a casa pel seu germà gran Francesco Salieri (antic alumne del violinista i compositor Giuseppe Tartini), i va rebre més lliçons de l'organista de la catedral de Legnago, Giuseppe Simoni, deixeble del pare Giovanni Battista Martini. Salieri recordava poc de la seva infància en els seus últims anys, excepte per les passions pel sucre, la lectura i la música. Dues vegades va fugir de casa sense permís per sentir el seu germà gran tocar concerts de violí a les esglésies veïnes en dies de festa i va explicar que va ser reprès pel seu pare després de no saludar un sacerdot local amb el respecte adequat. Salieri va respondre a la reprimenda dient que la manera de tocar l’orgue del sacerdot li desagradava perquè era d’un estil inapropiadament teatral. En algun moment entre 1763 i 1764, la mare i el pare de Salieri van morir, i va ser acollit breument per un germà anònim, un monjo a Pàdua, i després per raons desconegudes el 1765 o 1766, es va convertir en el pupil d'un noble venecià anomenat Giovanni Mocenigo (que és en aquest moment desconegut), un membre de la poderosa i ben connectada família Mocenigo. És possible que el pare de Salieri i Mocenigo fossin amics o socis de negocis, però això és obscur. Mentre vivia a Venècia, Salieri va continuar els seus estudis musicals amb l'organista i compositor d'òpera Giovanni Battista Pescetti, després de la mort sobtada de Pescetti va estudiar amb el cantant d'òpera Ferdinando Pacini (o Pasini). Va ser a través de Pacini que Salieri va cridar l'atenció del compositor Florian Leopold Gassmann, que, impressionat pel talent del seu protegit i preocupat pel futur del nen, va portar el jove orfe a Viena, on va dirigir i pagar personalment la resta de l'educació musical de Salieri.
Salieri i Gassmann van arribar a Viena el 15 de juny de 1766. El primer acte de Gassmann va ser portar Salieri a l'Església Italiana per consagrar el seu ensenyament i servei a Déu, un esdeveniment que va deixar una profunda impressió en Salieri per a la resta de la seva vida. L'educació de Salieri va incloure l'ensenyament de la poesia llatina i italiana pel P. Don Pietro Tommasi, docència en llengua alemanya i literatura europea. Els seus estudis musicals van girar al voltant de la composició vocal i el baix xifrat. La seva formació en teoria musical, harmonia i contrapunt va tenir les seves arrels en el Gradus ad Parnassum de Johann Fux, que Salieri traduïa durant cada lliçó de llatí.  Com a resultat, Salieri va continuar vivint amb Gassmann fins i tot després del matrimoni de Gassmann, un acord que va durar fins a l'any de la mort de Gassmann i el mateix matrimoni de Salieri el 1774. Poques de les composicions de Salieri han sobreviscut d'aquest primer període. En la seva vellesa, Salieri va donar a entendre que aquestes obres van ser destruïdes intencionadament o s'havien perdut, amb l'excepció d'algunes obres per a l'església. Entre aquestes obres sagrades sobreviu una missa en do major escrita sense "Glòria" i a l'antic estil a capella (presumiblement per a una de les estacions penitencials de l'església) i datada el 2 d'agost de 1767. També s'ha perdut una òpera completa, La vestal, composta l'any 1769 (presumiblement com a estudi culminant).
A partir de 1766, Gassmann va presentar a Salieri a les actuacions diàries de música de cambra celebrades durant el sopar de l'emperador Josep II. Salieri va impressionar ràpidament l'emperador, i Gassmann va rebre l'ordre de portar el seu alumne tantes vegades com volgués. Aquest va ser l'inici d'una relació entre monarca i músic que va durar fins a la mort de Josep el 1790. Salieri va conèixer Pietro Antonio Domenico Trapassi, més conegut com a Metastasio, i Christoph Willibald Gluck durant aquest període als salons de diumenge al matí celebrats a casa de la família Martínez. Metastasio hi tenia un pis i participava en les tertúlies setmanals. Durant els anys següents Metastasio va donar a Salieri una instrucció informal sobre prosòdia i la declamació de la poesia italiana, i Gluck es va convertir en un assessor informal, amic i confident. Va ser cap al final d'aquest llarg període d'estudi que Gassmann va ser convocat per una nova comissió d'òpera i un buit en el programa del teatre va permetre a Salieri debutar com a compositor d'una opera buffa completament original. La primera òpera completa de Salieri va ser composta durant la temporada d'hivern i carnaval de 1770; Le donne letterate i es va basar en Les Femmes Savantes de Molière amb llibret de Giovanni Gastone Boccherini, ballarí del ballet de la cort i germà del compositor Luigi Boccherini. El modest èxit d'aquesta òpera va posar en marxa la carrera operística de 34 anys de Salieri com a compositor de més de 35 drames originals.

### Primers períodes de Viena i òperes (1770–1778)
Després del modest èxit de Le donne letterate, Salieri va rebre nous encàrrecs per escriure dues òperes addicionals el 1770, ambdues amb llibrets de Giovanni Boccherini. La primera, una òpera pastoral, L'amore innocente (Amor innocent), va ser una comèdia alegre ambientada als Alps austríacs. El segon es basava en un episodi del Quixot de Miguel de Cervantes – Don Chisciotte alle nozze di Gamace (El Quixot a les noces de Camacho). En aquestes primeres obres, extretes majoritàriament de les tradicions de l'opera buffa de mitjan segle, Salieri va mostrar una inclinació per l'experimentació i per barrejar les característiques establertes de gèneres operístics concrets. Don Chisciotte era una barreja de ballet i opera buffa, i els papers femenins principals a L'amore innocence van ser dissenyats per contrastar i ressaltar les diferents tradicions de l'escriptura operística per a soprano, fins i tot agafant prestacions estilístiques de l'opera seria en l'ús de la coloratura en el que era una breu comèdia pastoral més d'acord amb un Intermezzo romà. La barreja i la pressió contra els límits dels gèneres operístics establerts van ser un distintiu continu de l'estil personal de Salieri, i en la seva elecció de material per a l'argument (com en la seva primera òpera), va manifestar un interès que va durar tota la vida per temes provinents del drama clàssic i la literatura.
El primer gran èxit de Salieri va ser en l'àmbit de l'òpera seriosa. Encàrrec per a una ocasió desconeguda, Armida de Salieri es va basar en el poema èpic de Torquato Tasso La Gerusalemme liberata (Jerusalem alliberada); es va estrenar el 2 de juny de 1771. Armida és una història d'amor i deure en conflicte i està saturat de màgia. L'òpera està ambientada durant la Primera Croada i presenta una barreja dramàtica de ballet, àries, conjunt i escriptura coral, combinant teatralitat, esplendor escènica i un alt sentiment emocional. L'obra va seguir clarament els passos de Gluck i va abraçar la seva reforma de l'òpera seriosa començant amb Orfeo ed Euridice i Alceste. El llibret d'Armida era de Marco Coltellini, el poeta de la casa dels teatres imperials. Tot i que Salieri seguia els preceptes exposats per Gluck i el seu llibretista Ranieri de' Calzabigi al prefaci d'Alceste, Salieri també es va inspirar en algunes idees musicals de l'òpera seria més tradicional i fins i tot opera buffa, creant una nova síntesi en el procés. Armida va ser traduïda a l'alemany i interpretada àmpliament, especialment als estats del nord d'Alemanya, on va ajudar a establir la reputació de Salieri com a compositor modern important i innovador. També va ser la primera òpera que va rebre una preparació seriosa en una reducció de piano i vocal de Carl Friedrich Cramer el 1783.
A Armida va seguir aviat el primer èxit veritablement popular de Salieri, una commedia per musica a l'estil de Carlo Goldoni La Fiera di Venezia (La Fira de Venècia). La Fiera va ser escrita per Carnaval l'any 1772 i es va estrenar el 29 de gener. Aquí Salieri va tornar a la seva col·laboració amb el jove Giovanni Boccherini, que va elaborar una trama original. La Fiera va comptar amb personatges cantant en tres idiomes, un retrat animat de la Fira de l'Ascensió i el Carnaval de Venècia, i grans i llargs conjunts i cors. També va incloure una escena innovadora que combinava una sèrie de balls a l'escenari amb el cant tant dels protagonistes solistes com del cor. Aquest va ser un patró imitat per compositors posteriors, el més famós i reeixit per Wolfgang Amadeus Mozart a Don Giovanni. Salieri també va escriure diverses àries de bravura per a una soprano interpretant el paper d'un personatge de classe mitjana que combinava coloratura i solos concertants de vent-fusta, una altra innovació per a l'òpera còmica que va ser àmpliament imitada.
Les dues següents òperes de Salieri no van tenir massa èxit. La secchia rapita (El cubell robat) és una paròdia de les àries de gran volada i emotives que es troben a l'⁣òpera seria metastasiana. També conté orquestracions innovadores, inclòs el primer ús conegut de tres timbales. De nou, un clàssic de la literatura renaixentista va ser la base del llibret de Boccherini, en aquest cas, un còmic simulacre-èpic de Tassoni, en el qual una guerra entre Mòdena i Bolonya segueix el robatori d'un cubell. A aquesta obra irregular li va seguir un èxit còmic popular La locandiera (La mestressa de l'hostal), una adaptació de la clàssica i popular comèdia escènica parlada La locandiera de Carlo Goldoni, amb el llibret preparat per Domenico Poggi.
La majoria del nombre modest d'obres instrumentals de Salieri també daten d'aquesta època. Diversos crítics i estudiosos han jutjat que les obres instrumentals de Salieri no tenen la inspiració i la innovació que es troben en la seva escriptura per a l'escenari. Aquestes obres orquestrals són principalment en estil galant, i tot i que mostren algun desenvolupament cap al classicisme tardà, reflecteixen una debilitat general en comparació amb les seves obres operístiques del mateix i posteriors períodes. Aquestes obres es van escriure per a ocasions i artistes principalment desconeguts. Inclouen dos concerts per a pianoforte, un en do major i un en si bemoll major (ambdós de 1773); un concert per a orgue en do major en dos moviments (el segon moviment falta en la partitura autògrafa, o potser, era un solo d'orgue improvisat) (també de 1773); i dues obres concertants: un concert per a oboè, violí i violoncel en re major (1770), i un concert per a flauta i oboè en do major (1774). Aquestes obres estan entre les més enregistrades amb freqüència de les composicions de Salieri.
Després de la mort de Gassmann el 21 de gener, molt probablement a causa de complicacions d'un accident amb un carruatge uns anys abans, Salieri el va succeir com a assistent de direcció de l'òpera italiana a principis de 1774. El 10 d'octubre de 1775 Salieri es va casar amb Therese Helferstorfer, filla d'un financer recentment mort i funcionari de la tresoreria de la cort. La música sacra no va ser una alta prioritat per al compositor durant aquesta etapa de la seva carrera, però sí que va compondre un Al·leluia per a cor i orquestra el 1774.
Durant els tres anys següents, Salieri es va preocupar principalment de dirigir l'orquestra d'òpera italiana a Viena i d'ensenyar. Les seves tres òperes completes escrites durant aquest temps mostren el desenvolupament de les seves habilitats compositives, però no van tenir gaire èxit, ni comercialment ni artísticament. Les seves composicions més importants durant aquest període van ser una simfonia en re major, interpretada l'estiu de 1776, i l'oratori La Passione di Gesù Cristo amb un text de Metastasio, interpretada durant l'advent de 1776.
Després del col·lapse financer de la companyia d'òpera italiana el 1777 a causa de la mala gestió financera, Josep II va decidir posar fi a les representacions d'òpera italiana, drama en francès i ballet. En lloc d'això, els dos teatres propietat de la cort es reobririen sota nova direcció i parcialment subvencionats per la Cort Imperial, com a nou Teatre Nacional. Els teatres rellançats promourien obres de teatre en alemany i produccions musicals que reflectissin els valors, les tradicions i la visió austriaca (o com diria Josep II) alemanya. La companyia d'opera buffa italiana a ser substituïda per una companyia de Singspiel en llengua alemanya. Josep i els seus partidaris de la reforma imperial volien fomentar l'orgull pannacional que unís els seus súbdits ètnics i multilingües sota una llengua comuna i esperaven estalviar una quantitat considerable de diners en el procés. A partir de 1778, l'emperador desitjava tenir noves obres, en alemany, compostes pels seus propis súbdits i pujades a l'escenari amb un clar suport imperial. Això va deixar el paper de Salieri com a compositor de la cort en una posició molt reduïda. Salieri, a més, mai no havia dominat realment la llengua alemanya, i ara es va sentir que ja no era competent per continuar com a director d'òpera adjunt. Un altre cop dur a la seva carrera va ser quan el drama parlat i el Singspiel musical es van posar en igualtat de condicions. Per al jove compositor, hi hauria poques noves comissions compositives a rebre de la cort. Salieri es va quedar amb poques opcions financeres i va començar a buscar noves oportunitats.

### Gira italiana (1778–1780)
El 1778 Gluck va rebutjar una oferta per compondre l'òpera inaugural de La Scala de Milà. Seguint el suggeriment de Josep II i amb l'aprovació de Gluck, a Salieri se li va oferir la comissió, que va acceptar amb gratitud. Josep II va concedir a Salieri permís per prendre una excedència d'un any (posteriorment ampliada), permetent-li escriure per a La Scala i emprendre una gira per Itàlia. La gira italiana de Salieri entre 1778 i 1780 va començar amb la producció d'⁣Europa riconosciuta (Europa reconeguda) per a La Scala (reanimada el 2004 per a la reobertura del mateix teatre d'òpera després de grans renovacions). Des de Milà, Salieri va incloure parades a Venècia i Roma abans de tornar a Milà. Durant aquesta gira, va escriure tres noves òperes còmiques i va col·laborar amb Giacomo Rust en una òpera, Il talisman (El Talismà). De les seves obres italianes, una, La Scuola de' gelosi (L'escola de la gelosia), un enginyós estudi sobre la intriga amorosa i l'emoció, va ser un èxit internacional popular i durador.

### Període Vienès mitjà i òperes parisenques (1780–1788)
Al seu retorn a Viena per ordre imperial el 1780, Salieri va escriure un Singspiel alemany, Der Rauchfangkehrer (L'escombrador de xemeneies), que es va estrenar el 1781. Aquesta òpera de Salieri i la de Mozart per a la mateixa companyia el 1782, Die Entführung aus dem Serail (El rapte en el serrall), van ser els únics dos grans èxits que van sorgir de l'experiment del Singspiel alemany, i només l'òpera de Mozart va sobreviure a l'escenari més enllà del final del segle XVIII. El 1783 la companyia d'òpera italiana va reviure amb cantants escollits i avaluats en part per Salieri durant la seva gira italiana; la nova temporada es va obrir amb una versió lleugerament reelaborada del recent èxit de Salieri La Scuola de' Pelosi. Aleshores, Salieri va tornar a les seves rondes d'assaig, composició i ensenyament. Tanmateix, el seu temps a casa a Viena va acabar ràpidament quan va sorgir l'oportunitat d'escriure una òpera per a París, de nou gràcies al mecenatge de Gluck. Salieri va viatjar a l'estranger per complir un important encàrrec.
L'òpera Les Danaïdes és una tragèdia lyrique en cinc actes. L'argument es basava en una antiga llegenda grega que havia estat la base de la primera obra d'una trilogia d'⁣Èsquil, titulada Els suplicants. L'encàrrec original que va arribar a Salieri el 1783–1784 va ser ajudar Gluck a acabar una obra per a París que havia estat pràcticament acabada; en realitat, Gluck no havia anotat cap de les partitures de la nova òpera i va lliurar tot el projecte al seu jove amic. Gluck temia que els crítics parisencs denunciessin l'òpera d'un jove compositor conegut principalment per peces còmiques i, per tant, l'òpera es va presentar originalment a la premsa com una obra nova de Gluck amb l'ajuda de Salieri, poc abans de l'estrena de l'òper,. la premsa parisenca va informar que l'obra havia de ser en part de Gluck i en part de Salieri, i finalment, després de l'èxit popular i de la crítica a l'escenari, l'òpera va ser reconeguda en una carta al públic per Gluck com la del jove Salieri. Les Danaïdes va ser rebuda amb gran aclamació i la seva popularitat entre el públic i la crítica va produir diverses sol·licituds addicionals de noves obres per al públic de París de Salieri. Les Danaïdes van seguir la tradició de reforma que Gluck havia iniciat a la dècada de 1760 i que Salieri havia emulat en la seva anterior òpera Armida. La primera òpera francesa de Salieri contenia escenes de gran solemnitat i festivitat, però tot estava entenebrit per la foscor i la venjança. L'òpera representava assassinats per motius polítics, deures filials i amor en conflicte, tiranicidi i, finalment, condemna eterna. L'òpera, amb la seva obertura fosca, l'escriptura coral sumptuosa, nombroses escenes de ballet i un final electrificant que mostrava una visió de la tortura infernal, es va mantenir a l'escenari de París durant més de quaranta anys. Un jove Hector Berlioz va deixar constància de la profunda impressió que li va causar aquesta obra a les seves Mémoires.
En tornar a Viena després del seu èxit a París, Salieri va conèixer i es va fer amistat amb Lorenzo Da Ponte i va tenir les seves primeres trobades professionals amb Mozart. Da Ponte va escriure el primer llibret d'òpera per a Salieri, Il ricco d'un giorno (Un home ric per un dia) el 1784, que no va tenir èxit. A continuació, Salieri va recórrer a Giambattista Casti com a llibretista; d'aquest aparellament va sorgir un conjunt de col·laboracions més exitoses. Mentrestant, Da Ponte va començar a treballar amb Mozart a Le Nozze di Figaro (Les noces de Fígaro). El 1785 Salieri va produir una de les seves obres més grans amb el text de Casti, La grotta di Trofonio (La cova de Trofonio), la primera opera buffa publicada en partitura completa per Artaria. Poc després d'aquest èxit, Josep II va fer que Mozart i Salieri contribuïssin cadascun amb una òpera en un acte i/o Singspiel per a la producció en un banquet el 1786. Salieri va col·laborar amb Casti per produir una paròdia de la relació entre poeta i compositor a Prima la musica e poi le parole (Primer la música i després les paraules). Aquesta breu obra també destacava les típiques entremaliadures entre bastidors de dues sopranos d'alt vol. Aleshores Salieri va tornar a París per a l'estrena de la tragédie Lyrique Les Horaces (Els Horacis), que va resultar un fracàs, que va ser més que compensat amb la seva següent òpera parisenca Tarare, amb llibret de Beaumarchais. Salieri també va crear una cantata sagrada Le Judgment dernier (El Judici Final). L'èxit de la seva òpera Tarare va ser tal que aviat va ser traduïda a l'italià a instàncies de Josep II per Lorenzo Da Ponte com Axur, re d'Ormus (Axur, rei d'Ormuz) i escenificada a les noces reials de Francesc II el 1788.

### Òperes vieneses tardanes (1788–1804)
El 1788 Salieri va tornar a Viena, on va romandre la resta de la seva vida. En aquest any va esdevenir mestre de capella de la capella imperial a la mort de Giuseppe Bonno⁣; com a kapellmeister, va dirigir la música i l'escola de música vinculada amb la capella fins poc abans de la seva mort, retirant-se oficialment del càrrec el 1824.
La seva adaptació italiana de Tarare, Axur va demostrar ser el seu major èxit internacional. Axur es va produir àmpliament a tot Europa i fins i tot va arribar a Amèrica del Sud amb la casa reial de Portugal exiliada el 1824. Axur i les seves altres composicions noves acabades el 1792 van marcar el punt àlgid de la popularitat i la influència de Salieri. Així com el seu apogeu de fama s'estava aconseguint a l'estranger, la seva influència a Viena va començar a disminuir amb la mort de Josep II el 1790. La mort de Josep va privar Salieri del seu màxim mecenes i protector. Durant aquest període de canvi imperial a Viena i ferment revolucionari a França, Salieri va compondre dos drames musicals extremadament innovadors sobre llibrets de Giovanni Casti. Tanmateix, a causa de les seves inclinacions polítiques satíriques i obertament liberals, ambdues òperes van ser considerades inadequades per a representacions públiques a les cultures políticament reactives de Leopold II i, posteriorment, de Francesc II. Això va provocar que dues de les seves òperes més originals fossin enviades al calaix del seu escriptori, és a dir, Cublai, gran kan de' Tartari (Kublai Grand Kahn de Tàrtaria), una sàtira sobre l'autocràcia i les intrigues a la cort de la tsarina russa, Caterina la Gran., i Catilina un relat semi-còmic/semi-tràgic de la conspiració de Catilina que va intentar enderrocar la república romana durant el consolat de Ciceró. Aquestes òperes van ser compostes el 1787 i el 1792 respectivament. Altres dues òperes de poc èxit i importància a llarg termini es van compondre el 1789, i una de gran èxit popular La cifra (El xifratge).

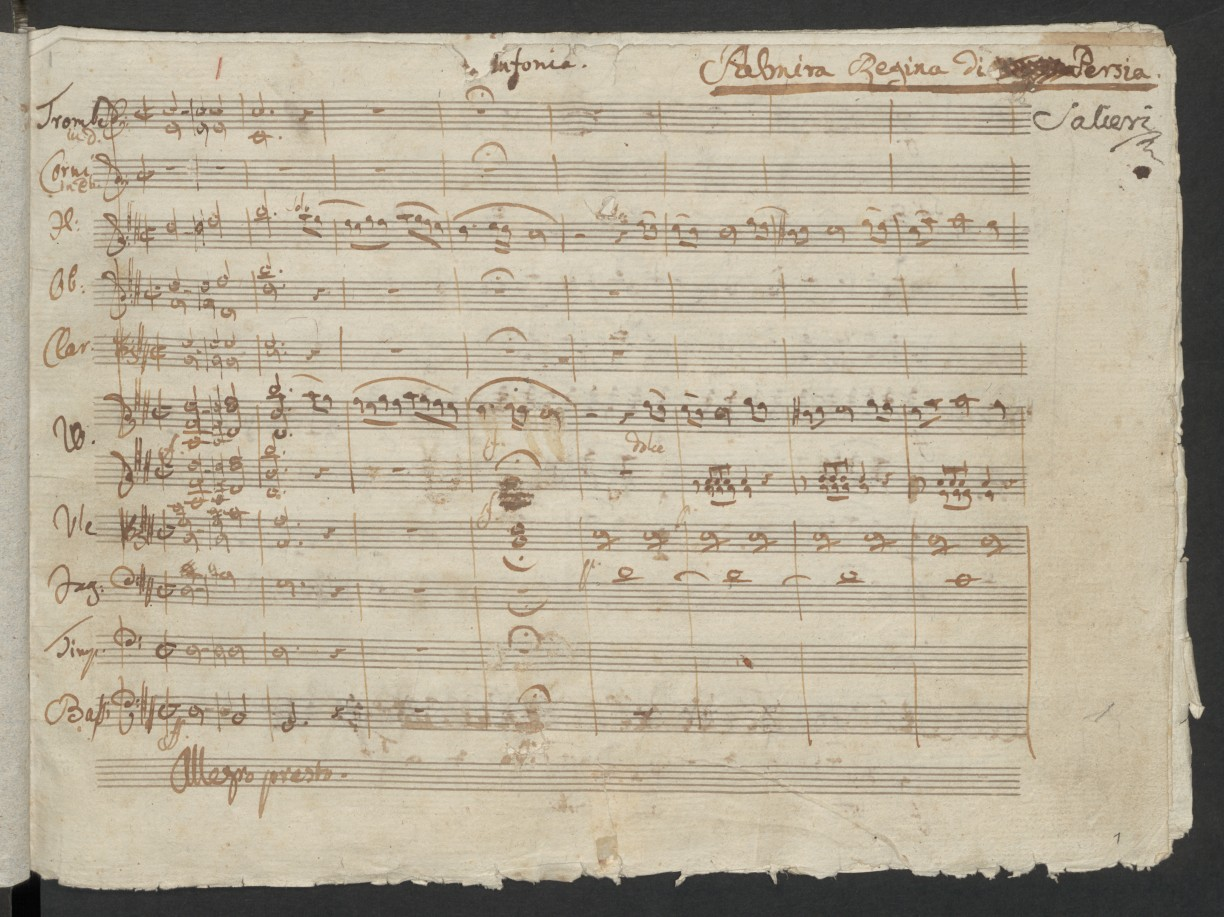
Inici de l'òpera de Salieri Palmira, regina di Persia

A mesura que la posició política de Salieri es va tornar insegura, es va retirar com a director de l'òpera italiana el 1792. Va continuar escrivint noves òperes per contracte imperial fins al 1804 quan es va retirar voluntàriament dels escenaris. De les seves darreres obres per a l'escenari només dues obres van guanyar una gran estima popular durant la seva vida, Palmira, regina di Persia (Palmira, reina de Pèrsia) 1795 i Cesare in Farmacusa (Cèsar a Farmakonisi), ambdues basant-se en l'èxit heroic i exòtic establert amb Axur. La seva òpera tardana basada en Les alegres comares de Windsor de William Shakespeare, Falstaff ossia Le tre burle (1799) ha trobat un públic més ampli en els temps moderns del que prometia la seva recepció original. La seva darrera òpera va ser un Singspiel Die Neger en alemany (Els negres), un melodrama ambientat a la Virgínia colonial amb un text de Georg Friedrich Treitschke (autor del llibret del Fidelio de Beethoven); es va fer l'any 1804 i va ser un complet fracàs.

### La vida després de l'òpera (1804–1825)
Quan Salieri es va retirar dels escenaris, va reconèixer que els estils artístics havien canviat i va sentir que ja no tenia la capacitat creativa d'adaptació ni les ganes emocionals de continuar. També a mesura que Salieri va envellir, es va allunyar lentament de les seves posicions polítiques més liberals mentre va veure la reforma il·lustrada del regnat de Josep II i les reformes esperades de la Revolució Francesa, substituïdes per idees revolucionàries més radicals. A mesura que la situació política amenaçava i finalment va aclaparar Àustria, que va ser aixafada repetidament per les forces polítiques franceses, el primer i més important biògraf de Salieri , Ignaz von Mosel, va descriure l'efecte emocional que aquest trastorn polític, social i cultural va tenir en el compositor. Mosel va assenyalar que aquests canvis radicals, especialment la invasió i la derrota d'Àustria, i l'ocupació de Viena entrellaçades amb les pèrdues personals que van afectar Salieri en el mateix període, van portar a la seva retirada del treball operístic. Relacionat amb això, Mosel cita el vell compositor referint-se als canvis radicals en el gust musical que estaven en marxa en l'època de Beethoven: "A partir d'aquell període [al voltant de 1800] vaig adonar-me que el gust musical canviava gradualment d'una manera completament contrària a la dels meus temps. L'excentricitat i la confusió de gèneres van substituir la senzillesa raonada i magistral".
A mesura que continuava amb la seva tasca docent i amb la capella imperial, les seves responsabilitats requerien la composició d’un gran nombre d’obres sacres, i en els seus últims anys, Salieri es va dedicar gairebé exclusivament a les obres religioses i a l'ensenyament. Entre les seves composicions escrites per a la capella hi havia dos jocs complets de vespres, molts graduals, ofertoris i quatre misses orquestrals. Durant aquest període va perdre el seu únic fill el 1805 i la seva dona el 1807.
Salieri va continuar dirigint públicament, inclosa la representació el 18 de març de 1808 de La Creació de Haydn durant la qual Haydn es va enfonsar, i diverses estrenes de Beethoven, com ara el 1r i 2n concert per a piano i La victòria de Wellington. També va continuar ajudant a administrar diverses organitzacions benèfiques i organitzant els seus esdeveniments musicals.
Les seves obres seculars restants en aquest període tardà es divideixen en tres categories: primer, cantates a gran escala i un oratori, Habsburg, escrit sobre temes patriòtics o en resposta a la situació política internacional; obres pedagògiques escrites per ajudar els seus estudiants de veu; i, finalment, cançons senzilles, rondes o cànons escrits per a l'entreteniment a casa, moltes amb poesia original del compositor. També va compondre una obra instrumental a gran escala el 1815 pensada com a estudi d'orquestració clàssica tardana: Vint-i-sis variacions per a l'orquestra sobre un tema anomenat La Folia di Spagna. El tema probablement deriva del folk i es coneix com a La Follia. Aquesta simple progressió melòdica i harmònica havia servit d'inspiració per a molts compositors barrocs i seria utilitzada per compositors romàntics i postromàntics posteriors. L'ambientació de Salieri és una obra melancòlica en to menor, que poques vegades s'allunya del material melòdic original, el seu principal interès rau en l'hàbil i variat maneig dels colors orquestrals. La Folia va ser el conjunt més monumental de variacions orquestrals abans de les Variacions sobre un tema de Haydn de Brahms.
El seu ensenyament de joves músics en aparició va continuar, i entre els seus alumnes de composició (generalment vocal) hi havia Ludwig van Beethoven, Antonio Casimir Cartellieri, Franz Liszt i Franz Schubert. També va donar formació a molts cantants destacats al llarg de la seva carrera, inclosa Caterina Canzi. Tots els seus alumnes menys els més rics van rebre les seves lliçons de manera gratuïta, un homenatge a la bondat que Gassmann havia mostrat a Salieri com a orfe sense diners.
El novembre de 1823 Salieri va intentar suïcidar-se. Va ser ingressat en cures mèdiques i va patir demència durant l'últim any i mig de la seva vida. Va morir a Viena el 7 de maig de 1825, als 74 anys i va ser enterrat al Matzleinsdorfer Friedhof el 10 de maig. En el seu servei commemoratiu el 22 de juny de 1825, el seu propi Rèquiem en do menor – compost el 1804 – es va representar per primera vegada. Les seves restes van ser traslladades posteriorment al Zentralfriedhof. El seu monument està adornat per un poema escrit per Joseph Weigl, un dels seus alumnes:
Ruh sanft! Vom Staub entblößt,

Wird Dir die Ewigkeit erblühen.

Ruh sanft! In ew'gen Harmonien

Ist nun Dein Geist gelöst.

Er sprach sich aus in zaubervollen Tönen,

Jetzt schwebt er hin zum unvergänglich Schönen.
Descansa en pau! Deslliurat de la pols,

L'eternitat florirà per a tu.

Descansa en pau! En harmonies eternes

El teu esperit ara és lliure.

Es va expressar amb notes encantadores,

Ara flota cap a la bellesa eterna.

## Relació amb Mozart
A la dècada de 1780, mentre Mozart vivia i treballava a Viena, ell i el seu pare Leopold van escriure a les seves cartes que diverses faccions d'italians liderats per Salieri estaven posant obstacles en el camí de Mozart per obtenir certes posicions o posar en escena les seves òperes. Per exemple, Mozart va escriure a desembre de 1781 al seu pare que "l'únic que compta als ulls de l'Emperador és Salieri". Les seves cartes suggereixen que tant Mozart com el seu pare, essent austríacs que estaven ressentits del lloc especial que tenien els compositors italians a les corts de la noblesa austríaca, culpaven els italians en general i Salieri en particular de totes les dificultats de Mozart per establir-se a Viena. Mozart va escriure al seu pare el maig de 1783 sobre Salieri i Lorenzo Da Ponte, el poeta de la cort: "Coneixeu aquests senyors italians; són molt amables cara a cara! Ja n'hi ha prou, tots sabem sobre ells. I si Da Ponte està en lliga amb Salieri, mai obtindré un text d'ell, i m'agradaria mostrar-li el que puc fer realment amb una òpera italiana". El juliol de 1783, va tornar a escriure al seu pare sobre "un truc de Salieri", una de les diverses cartes en què Mozart acusava Salieri d'engany.
Dècades després de la mort de Mozart, va començar a circular un rumor que Mozart havia estat enverinat per Salieri. Aquest rumor ha estat atribuït per alguns a una rivalitat entre les escoles de música alemanya i italiana. Carl Maria von Weber, parent de Mozart per matrimoni a qui Wagner ha caracteritzat com el més germànic dels compositors alemanys, es diu que es va negar a unir-se al Ludlamshöhle (la cova de Ludlam), un club social del qual Salieri era membre, i va evitar tenir res a veure amb ell. Aquests rumors van arribar després a la cultura popular. El singspiel d'Albert Lortzing Szenen aus Mozarts Leben LoWV28 (1832) i la popular pel·lícula Amadeus de 1984 utilitzen el tòpic del gelós Salieri que intenta obstaculitzar la carrera de Mozart.
Irònicament, la música de Salieri estava molt més en la tradició de Gluck i Gassmann que no pas d'italians de Paisiello o Cimarosa. El 1772, l'emperadriu Maria Teresa va comentar la seva preferència pels compositors italians per sobre dels alemanys com Gassmann, Salieri o Gluck. Tot i que italià de naixement, Salieri va viure a la Viena imperial durant gairebé 60 anys i persones com el crític musical Friedrich Rochlitz el consideraven un compositor alemany.
El biògraf Alexander Wheelock Thayer creu que la rivalitat de Mozart amb Salieri podria haver-se originat amb un incident el 1781, quan Mozart va sol·licitar ser el professor de música de la princesa Elisabet de Württemberg, i Salieri va ser seleccionat per la seva reputació com a professor de cant. L'any següent, Mozart no va tornar a ser seleccionat com a professor de piano de la princesa. "Salieri i la seva tribu mouran el cel i la terra per deixar-lo caure", va escriure Leopold Mozart a la seva filla Nannerl. Però en el moment de l'estrena de Fígaro, Salieri estava ocupat amb la seva nova òpera francesa Les Horaces. A més, quan Lorenzo Da Ponte estava a Praga preparant la producció de Mozart de Don Giovanni, el poeta va rebre l'ordre de tornar a Viena per a un casament reial per a la qual s'interpretaria l'Axur, re d'Ormus de Salieri. Òbviament, a Mozart no li va agradar.
La rivalitat entre Salieri i Mozart es va fer públicament visible i audible durant el concurs de composició d'òpera celebrat per l'emperador Josep II el 1786 a l'orangerie del Palau de Schönbrunn. Mozart va ser considerat el perdedor d'aquesta competició. L'òpera La flauta màgica de Mozart de 1791 es fa ressò d'aquesta competició perquè el duet Papageno-Papagena és semblant a la cavatina de Prima la musica e poi le parole de Salieri. La Flauta Màgica també es fa ressò de la música de Salieri, ja que el xiulet de Papageno es basa en un motiu manllevat del Concert per a Clavicèmbal de Salieri en si bemoll major.
No obstant això, també hi ha evidències que testimonien que de vegades Mozart i Salieri semblaven donar suport al treball de l'altre. Per exemple, quan Salieri va ser nomenat Kapellmeister el 1788, va optar per reviure Le nozze di Figaro en lloc d'introduir una nova òpera pròpia, i quan va assistir a les festes de coronació de Leopold II el 1790, Salieri portava almenys tres misses de Mozart a la seva maleta. Fins i tot Salieri i Mozart van compondre conjuntament una cantata per a veu i piano, Per la ricuperata salut di Ofelia, que celebrava el retorn als escenaris de la cantant Nancy Storace. Aquesta obra, tot i que havia estat impresa per Artaria l'any 1785, es va considerar perduda fins al 10 de gener de 2016, quan la Schwäbische Zeitung va informar sobre el descobriment pel musicòleg i compositor Timo Jouko Herrmann d'una còpia del seu text i música mentre investigava sobre Antonio Salieri a les col·leccions del Museu Txec de la Música. El Davide penitente de Mozart (1785), el seu Concert per a piano KV 482 (1785), el Quintet amb clarinet (1789) i la 40a Simfonia (1788) s'havien estrenat a proposta de Salieri, que suposadament en va dirigir una interpretació el 1791. En la seva última carta supervivent del 14 d'octubre de 1791, Mozart va dir a la seva dona que havia recollit a Salieri i Caterina Cavalieri al seu carruatge i els havia conduït a tots dos a l'òpera; sobre l'assistència de Salieri a la seva òpera La flauta màgica, parlant amb entusiasme: "Va escoltar i veure amb tota la seva atenció, i des de l'obertura, fins a l'últim cor no hi va haver cap peça que no deixés un 'Bravo!' o 'Bello!'".
Salieri, juntament amb el protegit de Mozart , Johann Nepomuk Hummel, van educar el fill petit de Mozart Franz Xaver Mozart, que va néixer uns quatre mesos abans de la mort del seu pare.

## Llegat
Salieri i la seva música es van oblidar en gran manera des del segle XIX fins a finals del segle xx. Aquest renaixement es va deure a la representació dramàtica i molt ficcionada de Salieri a l'obra Amadeus de Peter Shaffer (1979), que va tenir la seva màxima exposició en la seva versió cinematogràfica de 1984, dirigida per Miloš Forman. La seva música ha recuperat avui en dia una certa popularitat modesta a través d'enregistraments. També és objecte d'un estudi acadèmic creixent, i un petit nombre de les seves òperes han tornat a l'escenari. A més, ara hi ha un Festival d'Òpera Salieri patrocinat per la Fondazione Culturale Antonio Salieri i dedicat a redescobrir la seva obra i la dels seus contemporanis. Es desenvolupa com un esdeveniment anual a la tardor a la seva ciutat natal de Legnago, on un teatre ha estat rebatejat en el seu honor.

### Representacions modernes de l'obra de Salieri
L'any 2003, la mezzosoprano Cecilia Bartoli va publicar The Salieri Album, un CD amb 13 àries de les òperes de Salieri, la majoria de les quals no havien estat mai enregistrades abans. Patrice Michaels va cantar una sèrie de les seves àries al CD Divas of Mozart's Day. El 2008, una altra estrella de l'òpera femenina, Diana Damrau, va publicar un CD amb set àries de coloratura de Salieri. Des de l'any 2000 també hi ha enregistraments complets emesos o reeditats de les òperes Axur Re d'Ormus, Falstaff, Les Danaïdes, La Locandiera, La grotta di Trofonio, Prima la musica e poi le parole i Il mondo alla rovescia. Salieri encara ha de tornar a entrar de ple en el repertori general, però les interpretacions de les seves obres són progressivament més regulars.
Les seves òperes Falstaff (producció de 1995 del Festival de Schwetzingen ) i Tarare (producció de 1987, també del Festival de Schwetzingen) s'han publicat en DVD. L'any 2004 es va representar a Milà l'òpera Europa riconosciuta per a la reobertura de La Scala de Milà, amb la soprano Diana Damrau com a protagonista. Aquesta producció també es va emetre per televisió.
El novembre de 2009, Il mondo alla rovescia va tenir la seva primera posada en escena en els temps moderns al Teatre Salieri de Legnago en una coproducció entre la Fondazione Culturale Antonio Salieri i la Fondazione Arena di Verona per al Salieri Opera Festival. Del 2009 al 2011 Antonio Giarola va dirigir el Festival. Del 2009 al 2012 Antonio Giarola també va dirigir el Varietas Delectat, un espectacle de dansa contemporània inspirat en la música d'Antonio Salieri.
A Graz, Àustria, ciutat natal del llibretista Leopold Auenbrugger, Der Rauchfangkehrer de Salieri va rebre la seva primera producció moderna el 14 de novembre de 2011. El juliol de 2014 hi va haver una altra producció moderna d'aquesta òpera de Salieri. Aquesta vegada va ser la Pinchgut Opera de Sydney, Austràlia, interpretant-la com a The Chimneysweep. The Sydney Morning Herald s'hi va referir com el descobriment d'"un tresor oblidat des de fa temps".

## Òperes
| Títol                                                                                    | Gènere                | Parts            | Llibret                                                                                | Estrena                                              | Teatre                                           |
| ---------------------------------------------------------------------------------------- | --------------------- | ---------------- | -------------------------------------------------------------------------------------- | ---------------------------------------------------- | ------------------------------------------------ |
| La Vestale                                                                               | dramma per musica     | 3 actes          | sconosciuto                                                                            | Mai realitzada, un estudi per al seu mestre Gassmann | Viena                                            |
| Le donne letterate                                                                       | commedia per musica   | 3 actes          | Giovanni Gastone Boccherini, de Molière                                                | Carnaval 1770                                        | Viena, Burgtheater (o Kärntnertortheater)        |
| L'amore innocente                                                                        | pastorale             | 2 actes          | Giovanni Gastone Boccherini                                                            | 1770                                                 | Viena, Burgtheater (o Kärntnertortheater)        |
| Don Chisciotte alle nozze di Gamace                                                      | divertimento teatrale | 2 actes          | Giovanni Gastone Boccherini, de Miguel de Cervantes                                    | Carnaval 1771                                        | Viena, Burgtheater (o Kärntnertortheater)        |
| La moda, ossia Gli scompigli domestici                                                   |                       | 2 actes          | Pietro Cipretti                                                                        | 1771                                                 | Viena                                            |
| Armida                                                                                   | dramma per musica     | 3 actes          | Marco Coltellini, de Torquato Tasso                                                    | 2 juny 1771                                          | Viena, Burgtheater (o Kärntnertortheater)        |
| La fiera di Venècia                                                                      | commedia per musica   | 3 actes          | Giovanni Gastone Boccherini                                                            | 29 gener 1772                                        | Viena, Burgtheater (o Kärntnertortheater)        |
| Il barone di Rocca Antica                                                                | dramma giocoso        | 2 actes          | Giuseppe Petrosellini                                                                  | 12 maig 1772                                         | Viena, Burgtheater (o Kärntnertortheater)        |
| La secchia rapita                                                                        | dramma eroicomico     | 3 actes          | Giovanni Gastone Boccherini, de Alessandro Tassoni                                     | 21 octubre 1772                                      | Viena, Kärntnertortheater                        |
| La locandiera                                                                            | dramma giocoso        | 3 actes          | Domenico Poggi, de Carlo Goldoni                                                       | 8 juny 1773                                          | Viena, Kärntnertortheater                        |
| La calamita de' cuori                                                                    | dramma giocoso        | 3 actes          | Carlo Goldoni                                                                          | 11 octubre 1774                                      | Viena, Kärntnertortheater                        |
| La finta scema                                                                           | commedia per musica   | 2 actes          | Giovanni De Gamerra                                                                    | 9 septembre 1775                                     | Viena, Burgtheater                               |
| Daliso e Delmita                                                                         | azione pastorale      | 3 actes          | Giovanni De Gamerra                                                                    | 29 luglio 1776                                       | Viena, Burgtheater                               |
| L'Europa riconosciuta                                                                    | dramma per musica     | 2 actes          | Mactesa Verazi                                                                         | 3 agost 1778                                         | Milà, Teatro alla Scala                          |
| La scuola de' gelosi                                                                     | dramma giocoso        | 2 actes          | Caterino Mazzolà                                                                       | Carnaval 1779                                        | Venècia, Teatro San Moisè                        |
| La partenza inaspettata                                                                  | intermezzo            | 2 parti          | Giuseppe Petrosellini                                                                  | Carnaval 1779                                        | Roma, Teatro Valle                               |
| Il talismano (actes 2 e 3 di Giacomo Rust)                                               | dramma giocoso        | 3 actes          | Carlo Goldoni (revisat per Lorenzo Da Ponte)                                           | 21 agost 1779, revisió: 10 septembre 1788            | Milà, Teatro Lirico; revisió: Viena, Burgtheater |
| La dama pastorella                                                                       | intermezzo            | 2 parts          | Giuseppe Petrosellini                                                                  | 1780                                                 | Roma, Teatro Valle                               |
| Der Rauchfangkehrer, oder Die unentbehrlichen Verräther ihrer Herrschaften aus Eigennutz | lustspiel             | 3 actes          | Leopold von Auenbrugger                                                                | 30 abril 1781                                        | Viena, Burgtheater                               |
| Semiramide                                                                               | dramma per musica     | 3 actes          | Pietro Metastasio                                                                      | Carnaval 1782                                        | Múnic, Residenz                                  |
| Les Danaïdes                                                                             | tragédie lyrique      | 5 actes          | Marius François Du Roullet e Louis Théodore Baron de Tschudi, de Ranieri de' Calzabigi | 26 abril 1784                                        | París, Opéra National de Paris                   |
| Il ricco d'un giorno                                                                     | dramma giocoso        | 3 actes          | Lorenzo Da Ponte                                                                       | 6 desembre 1784                                      | Viena, Burgtheater                               |
| La grotta di Trofonio                                                                    | opera comica          | 2 actes          | Giovanni Bactessta Casti                                                               | 12 octubre 1785                                      | Viena, Burgtheater                               |
| Prima la musica e poi le parole                                                          | divertimento teatrale | 1 acte           | Giovanni Bactessta Casti                                                               | 7 febrer 1786                                        | Viena, Palau de Schönbrunn                       |
| Les Horaces                                                                              | tragédie lyrique      | 3 actes          | Nicholas-François Guillard, de Pierre Corneille                                        | 2 desembre 1786                                      | Versalles                                        |
| Tarare                                                                                   | opera                 | pròleg e 5 actes | Pierre-Augustin Caron de Beaumarchais                                                  | 8 juny 1787                                          | Paris, Opéra National de Paris                   |
| Axur, Re d'Ormus                                                                         | dramma tragicomico    | 5 actes          | Lorenzo Da Ponte, de Pierre Beaumarchais                                               | 8 gener 1788                                         | Viena, Burgtheater                               |
| Cublai, gran kan de' Tartari                                                             | dramma eroicomico     | 2 actes          | Giovanni Bactessta Casti                                                               | composta el 1788, però representada el 1998          | Würzburg, Mainfrankentheater                     |
| Il pastor fido                                                                           | dramma tragicomico    | 4 actes          | Lorenzo Da Ponte, de Bactessta Guarini                                                 | 11 febrer 1789                                       | Viena, Burgtheater                               |
| La cifra                                                                                 | dramma giocoso        | 2 actes          | Lorenzo Da Ponte, de Giuseppe Petrosellini, La dama pastorella                         | 11 desembre 1789                                     | Viena, Burgtheater                               |
| Catilina                                                                                 |                       | 2 actes          | Giovanni Bactessta Casti                                                               | composta el 1792, però representada el 1994          | Darmstadt, Hessisches Staatstheater              |
| Il mondo alla rovescia                                                                   | dramma giocoso        | 2 actes          | Caterino Mazzolà, de L'isola capricciosa                                               | 13 gener 1795                                        | Viena, Burgtheater                               |
| Eraclito e Democrito                                                                     | commedia per musica   | 2 actes          | Giovanni De Gamerra                                                                    | 13 agost 1795                                        | Viena, Burgtheater                               |
| Palmira, regina di Persia                                                                | dramma eroicomico     | 2 actes          | Giovanni De Gamerra, de Voltaire, La princesse de Babylone                             | 14 octubre 1795                                      | Viena, Kärntnertortheater                        |
| Il moro                                                                                  | commedia per musica   | 2 actes          | Giovanni De Gamerra                                                                    | 7 agost 1796                                         | Viena, Burgtheater                               |
| I tre filosofi                                                                           |                       | 2 actes          | Giovanni De Gamerra                                                                    | composta el 1797, però mai representada              |                                                  |
| Falstaff, ossia Le tre burle                                                             | dramma giocoso        | 2 actes          | Carlo Prospero Defranceschi, de Le allegre comari di Windsor di William Shakespeare    | 3 gener 1799                                         | Viena, Kärntnertortheater                        |
| Cesare in Farmacusa                                                                      | dramma eroicomico     | 2 actes          | Carlo Propero Defranceschi                                                             | 2 juny 1800                                          | Viena, Kärntnertortheater                        |
| L'Angiolina, ossia Il matrimonio per sussurro                                            | opera buffa           | 2 actes          | Carlo Propero Defranceschi, de Epicene, o la donna silenziosa di Ben Jonson            | 22 octubre 1800                                      | Viena, Kärntnertortheater                        |
| Annibale in Capua                                                                        | dramma per musica     | 3 actes          | Simeone Antonio Sografi                                                                | abril 1801                                           | Trieste, Teatro Nuovo                            |
| La bella selvaggia                                                                       | opera buffa           | 2 actes          | Giovanni Bertati                                                                       | composta el 1802, però mai representada              |                                                  |
| Die Neger                                                                                | Singspiel             | 2 actes          | Georg Friedrich Treitschke                                                             | 10 novembre 1804                                     | Viena, Theater an der Wien                       |